# Gran Premio di Lugano 2005
Il Gran Premio di Lugano 2005, ventitreesima edizione della corsa, valido come evento dell'UCI Europe Tour 2005 categoria 1.1, fu disputato il 27 febbraio 2005 su un percorso di 156,6 km. Fu vinto dal belga Rik Verbrugghe al traguardo con il tempo di 4h14'19" alla media di 36,946 km/h.
Alla partenza erano presenti 172 ciclisti di cui 91 portarono a termine il percorso.

## Ordine d'arrivo (Top 10)
| Pos. | Corridore           | Squadra         | Tempo    |
| ---- | ------------------- | --------------- | -------- |
| 1    | Rik Verbrugghe      | Quick Step      | 4h14'19" |
| 2    | Patrice Halgand     | Crédit Agricole | s.t.     |
| 3    | Emanuele Sella      | Panaria         | a 14"    |
| 4    | Roberto Petito      | Fassa Bortolo   | s.t.     |
| 5    | Vladimir Miholjević | Liquigas        | s.t.     |
| 6    | David Moncoutié     | Cofidis         | s.t.     |
| 7    | Mikel Astarloza     | AG2R Prév.      | a 26"    |
| 8    | Mauro Facci         | Fassa Bortolo   | a 1'09"  |
| 9    | Ronny Scholz        | Gerolsteiner    | s.t.     |
| 10   | Matej Mugerli       | Liquigas        | s.t.     |